# Mama-san
Der japanische Begriff Mama-san  bezeichnet meistens eine mütterliche, geduldige Barfrau, die unermüdlich zuhören kann. Zu ihr kommen die Angestellten Sarariman nach ihrem Arbeitstag und trinken Whisky und Bier. Die Mama-san schenkt ihnen aus ihren eigenen – mit Namen versehenen – Flaschen nach und serviert kleine Happen. Meist einmal im Monat kassiert die Mama-san die Zechen. Viele Unternehmen haben für diesen Zweck sogar eigene Konten eingerichtet.
Mama-san bezeichnet aber auch Frauen mit kontrollierenden Funktionen im Sexgewerbe.